# El árbol del hombre
El árbol del hombre (en inglés The Tree of Man) es la cuarta novela publicada por el escritor australiano y premio Nobel de literatura de 1973, Patrick White. 

## Trama y origen del título
La novela cuenta la crónica de los miembros de la familia Parker durante algunas décadas. Su trama se arraiga en el folclor y en la mitología de Australia, y se caracteriza por insuflar en la vida local las tradiciones que la historia épica de las civilizaciones occidentales le han dejado a la cultura australiana en general.
El título es tomado de un verso del ciclo de Alfred Edward Housman, A Shropshire Lad, que es citado en la novela.